# Гринченко, Борис Дмитриевич
Бори́с Дми́триевич Гринче́нко (укр. Борис Дмитрович Грінченко; (27 ноября [9 декабря] 1863, хутор Ольховый Яр (ныне — посёлок Прелестное), Роганская волость, Харьковская губерния, Российская империя — 23 апреля [6 мая] 1910, Оспедалетти, Королевство Италия) — украинский писатель, общественно-культурный деятель, просветитель, педагог, лексикограф, этнограф, фольклорист, публицист, библиограф, литературовед, переводчик, издатель.
Автор первого фундаментального «Словаря украинского языка» (1907—1909, Киев), многих учебников. Один из организаторов общества «Просвіта» («Просвещение») на Украине, активно боролся за право преподавать украинский язык на территориях Российской империи, заселенных этническими украинцами. Криптонимы и псевдонимы: В. Б., Б. Г., В. Ч., Г., В-ий, П. В-ий, Б. Грин-ко, М-р-с, Вартовий, П. Вартовий, Б. Вільхівський, М. Гримач, Немірич, Перекотиполе, Іван Перекотиполе, Н. Сельський, Чайченко, В. Чайченко, Василь Чайченко, Чемеріч, Леонід Яворенко, С. Ярошенко. Автор первой книжки для чтения в школе на украинском языке «Рідне слово» (совместно с М. Гринченко),
Последние годы жизни Б.Гринченко прожил на севере Италии в городе Оспедалетти.

## Биография

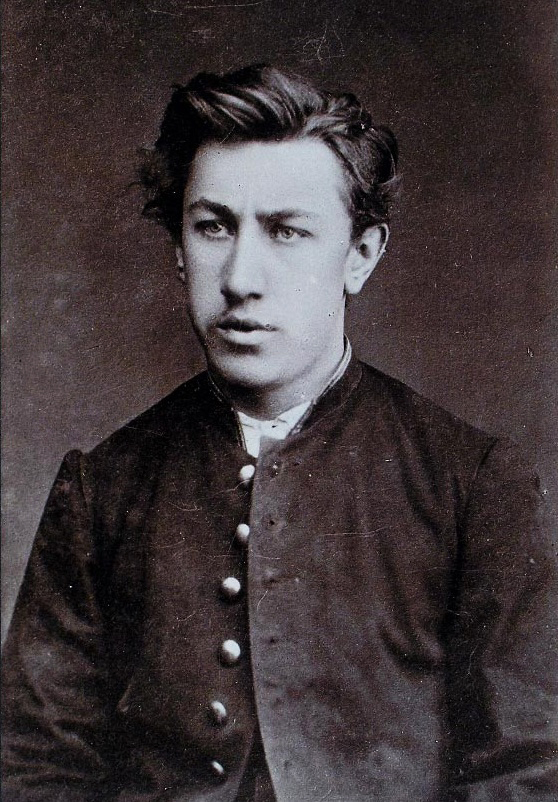
Борис Гринченко

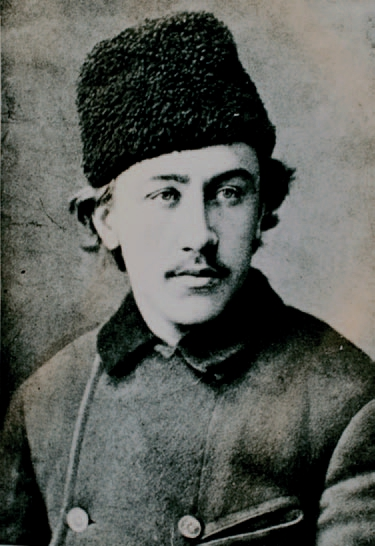
Борис Гринченко

Борис Гринченко родился в семье помещика на Харьковщине в хуторе Ольховый Яр 27 ноября (9 декабря по новому стилю) 1863 года.
В 1874 году Гринченко поступил в Харьковскую реальную школу. В 1879 исключён за чтение запрещённой украинской литературы. Закончил экстерном Харьковский университет, получив специальность «народного учителя».
С 1881 года работал учителем в Сумском уезде, затем служил в земстве в Чернигове, а потом в Киеве.
В 1883 году на курсах учителей в Змиёве он познакомился с молодой учительницей Марией Николаевной Гладилиной, которая впоследствии, в 1884 году стала его женой.
В 1887 году молодые супруги Гринченко приехали в деревню Исаковка (она же Алексеевка, по имени харьковского купца А. Алчевского) Михайловской волости, Славяносербского уезда Екатеринославской губернии (ныне Луганская обл.) для открытия в Донбассе женой купца Х. Алчевской украинской народной школы.
30 апреля 1888 года был задержан жандармами «за вольнодумство». В 1893 году уехал из Алексеевки и отказался участвовать в праздновании 30-летия педагогической деятельности своей покровительницы Х. Д. Алчевской.
Был активистом зарождающегося украинского национального движения. По своим взглядам относился к либеральному народничеству. С лета 1891 года стал активным членом киевского кружка Братства тарасовцев, организованного В. Тимченко, первой организации, провозгласившей своей целью создание независимой (самостоятельной) Украины.
В 1895—1899 годах, работая делопроизводителем в Чернигове, редактировал три тома «Этнографических материалов». Затем по приглашению редакции «Киевской старины» переехал в Киев.
В 1900 году издал справочную книгу — «Каталог Музея украинских древностей В. В. Тарновского», а также книгу «Литература украинского фольклора. 1777—1900», дополненную позже фольклористом А. Андриёвским. Много лет работал над 4-томным словарём украинского языка (последний том вышел в Киеве в 1909 году), удостоенном второй премии им. Н. Костомарова Российской Академии наук.
В 1901 году вышел этнографический сборник «Из уст народа: Малорусские рассказы, сказки и пр.».
С 1902 года работал в Киеве: редактор украинской газеты «Громадська думка», журнала «Нова громада»;; в 1905году стал одним из основателей Всеукраинского учительского союза.
С 1904 года — один из лидеров созданной Украинской демократической партии.
Осенью 1904 года — организатор и руководитель Украинской радикальной партии, которая в декабре 1905 года объединилась с УДП  в Украинскую демократическо-радикальную партию.
В 1906—1909 годах — председатель Совета общества «Просвита».
В 1909 году выехал для лечения туберкулёза лёгких на юг Италии, где и скончался в Оспедалетти. Похоронен 9 мая в Киеве на Байковом кладбище. Похороны Гринченко превратились в массовый антиправительственный митинг украинского общественности. Гроб с телом Б. Д. Гринченко несли на руках от Владимирского собора до Байкового кладбища ( более 4 км).

## Семья

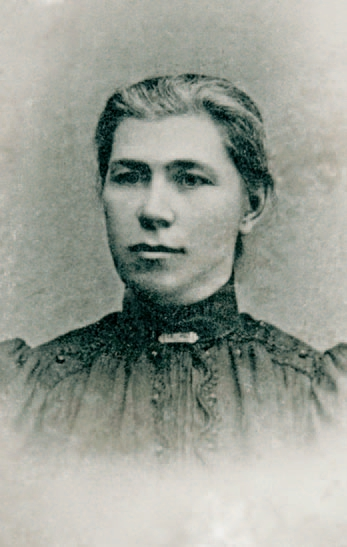
Гринченко (Загирня) Мария Николаевна (Мария Николаевна Гладилина)

Жена — Гринченко (Загирня) Мария Николаевна (Мария Николаевна Гладилина) — украинская писательница.
Дочь — Анастасия Борисовна Гринченко (1884—1907) — также писательница, рано скончавшаяся от чахотки, быстро развившейся после ареста по делу «Крестьянского союза» в 1905 г., А. Б. Гринченко создала ряд переводов произведений зарубежніх писателей: «Приключения Гека Финна» М. Твена, «Огни Ивановой ночи» Зудермана, «Гедда Габлер» Ибсена и др.

## Память

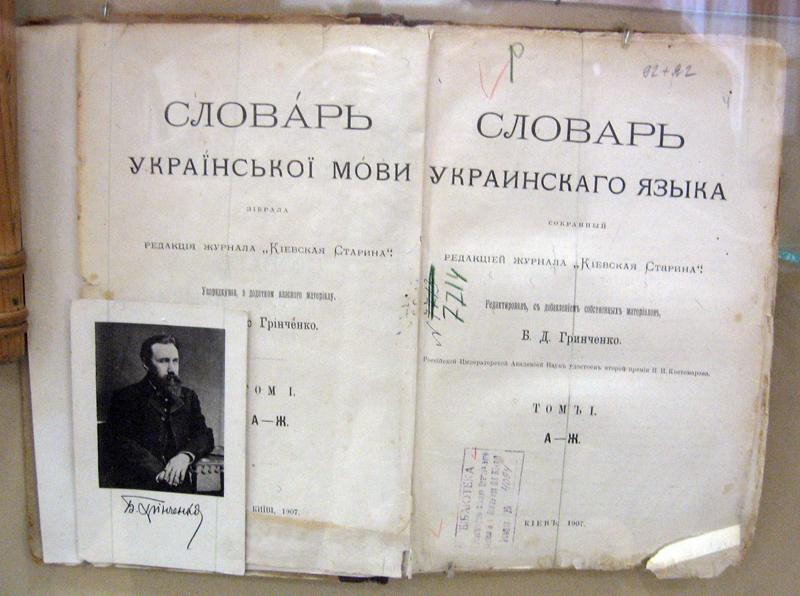
«Словарь украинского языка», 1909

В 1988 году в с. Алексеевка Перевальском (б. Ворошиловском) районе, Ворошиловградской (н. Луганской) области создан единственный на Украине народный музей и установлен памятник Б. Д. Гринченко.
В последние годы установлены мемориальные доски в Киеве, Харькове, Львове, а также на Луганщине и Сумщине, в местах связанных с именем писателя. Его имя присвоено одной из улиц в центре Киева и ряду школ и библиотек, а произведения вошли в школьные программы.
Во Львове его именем названа одна из улиц, на здании Института украиноведения установлена мемориальная доска.
На Украине учреждена литературная премия имени Бориса Гринченко (за вклад в развитие украинской литературы).
Имя Гринченко носит Киевский университет имени Бориса Гринченко (бывший Киевский городской педагогический институт). В апреле 2010 года здесь открыт историко-биографический Музей Бориса Гринченко.

## Награды и премии

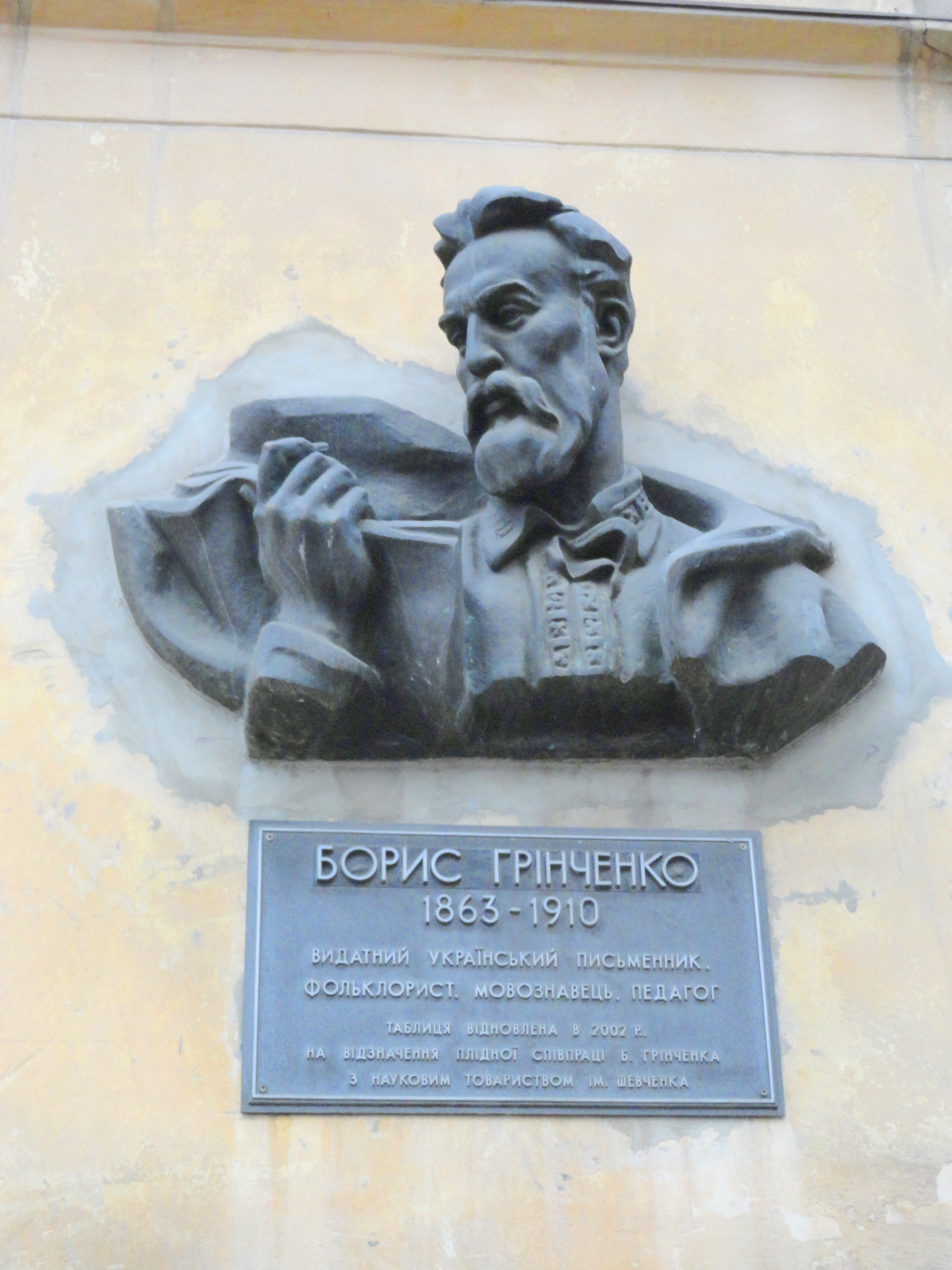
Мемориальная таблица Б. Д. Гринче́нко на здании Научного общества имени Т. Шевченко (Львов)

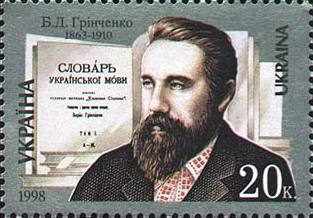
Почтовая марка Украины

«Словарь украинского языка» Б. Д. Гринченко (т. 1—4, 1907—1909) был отмечен второй премией им. Н. Костомарова Петербургской АН (1906).

## Произведения
Сборники стихотворений
- 1884 — «Пісні Василя Чайченка».
- 1886 — «Під сільською стріхою».
- 1893 — «Під хмарним небом».
- 1893 — «Хвилини».
- 1895  — «Пісні та думи».

Проза
- 1885 — рассказы «Сестриця Галя», «Сама, зовсім сама».
- 1888 — рассказ «Каторжна».
- 1890 — повесть «Сонячний промінь».
- 1891 — рассказ «Украла».
- 1894 — рассказ «Екзамен».
- 1897 — рассказ «Дзвоник».
- 1900 — рассказ «Палій».
- повесть «Серед темної ночі».
- повесть «Під тихими вербами».

Пьесы
- 1897 — «Ясні зорі», «Нахмарило».
- 1898 — «Степовий гість».
- 1899 — «На громадській роботі», «Серед бурі»

Поэмы
- 1889 — «Лаврін Костер», «Беатріче Ченчі».
- 1892 — «Хома Макогін, убогий наймит».
- 1897— «Матільда Арюманте».
- 1902 — «Дон Кіхот».
- 1895—1899 рр.— етнографічний збірник у трьох томах.
- 1907—1909 рр.— «Словарь української мови».